# Mercedes-Benz SK
 (octobre 2015).
Si vous disposez d'ouvrages ou d'articles de référence ou si vous connaissez des sites web de qualité traitant du thème abordé ici, merci de compléter l'article en donnant les références utiles à sa vérifiabilité et en les liant à la section « Notes et références ».
Le Mercedes-Benz SK est un camion apparu à l'automne 1988 pour remplacer l'ancien Mercedes-Benz NG (Nouvelle Génération), lancé en 1973.

## Description
Il a été redessiné en 1994, en même temps que sortait le MAN F2000. Ces deux camions ont été présentés en 1994.
En 1997, il a été remplacé par l'Actros.

## Distinctions
Il a été élu Camion International de l'Année 1990.

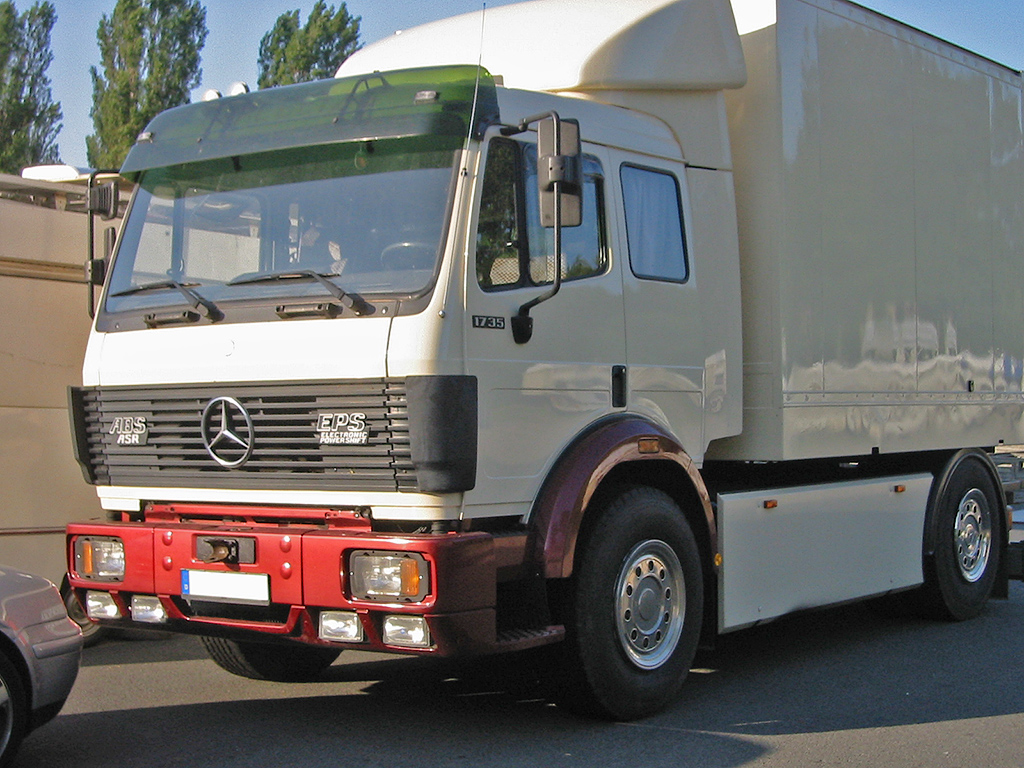
Première version (1989-1994).